# Finlandia Vodka Junior Cup

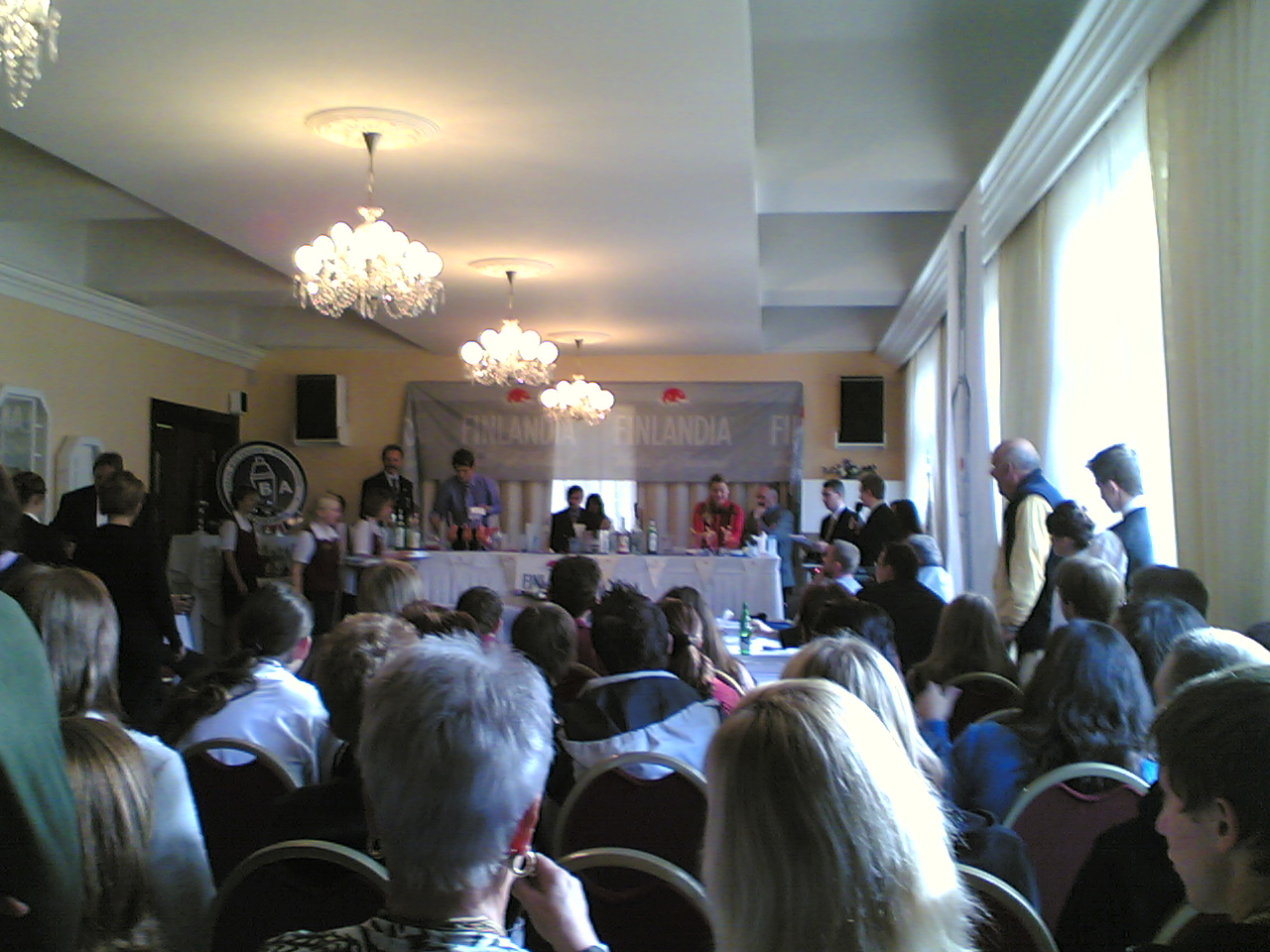
Finlandia Vodka Junior Cup 2006

Finlandia Vodka Junior Cup je soutěž mladých barmanů z celého Česka, pořádaná v Hotelové škole v Mariánských Lázních. Účastní se jí studenti středních škol, zaměřených na hotelnictví, gastronomii a cestovní ruch. Soutěží se v disciplínách míchání short a long drinků a freestyle.

## Ročník 2006
Soutěž pořádaná 24. října 2006 se skládala z dopolední části klasického míchání, kde soutěžilo 30 studentů a z odpolední části freestyle míchání, které se účastnilo 7 soutěžících (pouze jedna dívka, která se však výsledně umístila skvěle). Večer byl pak na galavečeři slavnostně vyhlášen výsledek a vítěz freestyle soutěže. Mimo jiné byla hlavní cenou poukázka na barmanské náčiní v hodnotě 10 000 Kč. 